# Försvarsområden

Karta över indelning av försvarsområden år 1943.

Försvarsområden (förkortat Fo) var nivån närmast under militärområde och kallades försvarsområde. Inom varje försvarsområde ingick ett antal försvarsområdesgrupper (Fogrupp), vilka var en sammansatt stridsgrupp som i styrka var något under en brigad, det vill säga gruppen bestod av mellan en och fyra stridande bataljoner. Ett försvarsområde leddes av försvarsområdesbefälhavaren, som i regel även var chef för ett försvarsområdesregemente.

## Historik
Försvarsområden 1914-1918
Med anledning av första världskrigets utbrott och mobiliseringen 1914 upprättades samma år fyra särskilda försvarsområden: Norrbottens, Gävleborgs, Norra Upplands och Norrköpings försvarsområden. Områdena gränsade till Ryssland eller låg längs ostkusten. Försvarsområdeschefen var högste ansvarig inom området för landstormens mobiliserade enheter hösten 1914 samt för skyddstruppsförbanden november 1914 till december 1918. Efter neutralitetsvaktens upphörande i december 1918 fungerade försvarsområdena som en avvecklingsorganisation när det gällde anläggningar, förråd och etablissemang som nyttjats av skyddstrupper och landstorm. Avvecklingen var avslutad i april 1919. Norrbottens försvarsområde hade också som uppdrag att bygga värn och andra fasta anläggningar, införskaffa förläggningslokaler och upphandla förråd för gränsförsvarets räkning. Försvarsområdet fick även ansvar för interneringen av rysk militär personal som kom över gränsen från Finland innan de fördes vidare söderut.
Försvarsområden 1942-2000
Försvarsområdena tillkom genom 1942 års försvarsbeslut, och följde i stort sett länsindelningen, och bestod till en början av de tidigare landstormsförbanden. Försvarsområdena tillkom ursprungligen med syftet att underlätta territorialförsvarets samordning med civilförsvaret. Försvarsområdena motsvarades tidigare av inskrivningsområdena från 1885.
Åren 1973–1975 reformerades försvarsområdena, genom organisation i lägre regional och lokal instans (OLLI). Tanken med omorganisationen var att minska antalet mobiliseringsmyndigheter, då varje regemente inom ett försvarsområde före reformen ansvarat för sin mobilisering. Med OLLI-reformen knöts merparten av försvarsområdena samman med ett utbildningsregemente som därigenom bildade ett försvarsområdesregemente. Försvarsområdesregementet blev ett så kallat A-förband, medan övriga förband inom försvarsområdet blev så kallat B-förband. A-förbandet ansvarade därför för hela mobiliserings- och materialansvaret inom försvarsområdet. Till exempel hade Värmlands regemente (I 2) och Bergslagens artilleriregemente (A 9), som båda tillhörde Värmlands försvarsområde (Fo 52), före reformen sitt eget mobiliseringsansvar. Genom reformen slogs Värmlands regemente (I 2) samman med Värmlands försvarsområde (Fo 52) och bildade Värmlands regemente (I 2/Fo 52). Det blev därigenom ett A-förband och övertog mobiliseringsansvaret från Bergslagens artilleriregemente (A 9). Bergslagens artilleriregemente blev ett B-förband.
Reformen innebar även att regementschefen i egenskap av försvarsområdesbefälhavare (Fobef) kunde samordna mobiliseringen av brigaderna och försvarsområdesförbanden (Fo-grupper), vilket gav bättre förutsättningar för samordnad krigsplanering inom försvarsområdet.
Antalet mobiliseringsmyndigheter reducerades genom OLLI-reformen. Fyra nya myndigheter inrättades: försvarsområdesregemente, utbildningsregemente (inom samma ort som försvarsområdesregementet), utbildningsregemente (inom samma försvarsområde fast på annan ort) och Norrbottens gränsjägare (saknade utbildningsregemente). 
Förbanden som organiserades inom respektive försvarsområde var i regel "utmönstrade" fältförband. 8-10 år efter grundutbildning av förbanden till brigaderna, överfördes personalen till försvarsområdesförband (Fo-grupper). Fo-grupperna ledde i regel i strid förband av bataljons storlek. I vissa fall förekom även förband av brigads storlek. Ett exempel är 6. pansargruppen, som avvecklades som brigad, men där pansarbataljonerna kvarstod i organisationen.
Genom försvarsutredning 1988, försvarsbeslutet 1992 och försvarsbeslutet 1996 återkom försvarsområdena som självständiga staber. Samtliga försvarsområden avvecklades i samband med Försvarsbeslutet 2000. Försvarsområdenas uppgifter övertogs till viss del av de nybildade Militärdistriktsgrupperna, till exempel Västerbottensgruppen och Livregementets grenadjärgrupp. Genom försvarsbeslutet 2004 avvecklades militärdistriktsgrupperna, och ersattes av utbildningsgrupper. Dessa grupper är endast en stödjande funktion för Hemvärnet. Den 1 januari 2013 upprättas fyra stycken militärregioner, vilka kommer organiseras på liknande sätt som de tidigare försvarsområdena. Det vill säga i den formen att de kommer att vara underställda och knutna till ett regemente.

## Fo 1–
| Beteckning | Namn                                                 | Aktiv                                | Försvarsområdesregemente                          | Anmärkning |
| ---------- | ---------------------------------------------------- | ------------------------------------ | ------------------------------------------------- | --- |
| Fo 11      | Malmö försvarsområde                                 | 1942–19761976–1997                   | –Södra skånska regementet                         | Fick 1976 gemensam administration med Södra skånska regementetUppgick 1998 i Skånes försvarsområde                                                        |
| Fo 12      | Ystads försvarsområde                                | 1942–1946                            |                                                   | Uppgick 1947 i Malmö försvarsområde |
| Fo 13      | Helsingborgs försvarsområde                          | 1942–1946                            |                                                   | Uppgick 1947 i Malmö och Kristianstads försvarsområden |
| Fo 14      | Kristianstads försvarsområdeSkånes försvarsområde    | 1942–19751975–19941994–19971998–2000 | –Norra skånska regementetSkånska dragonregementet | Fick 1975 gemensam administration med Norra skånska regementet. Överfördes 1994 till Skånska dragonregementet. Namnändrat 1998 till Skånes försvarsområde |
| Fo 15      | Blekinge försvarsområde                              | 1942–1946                            |                                                   | |
| Fo 15      | Karlskrona försvarsområde                            | 1947–1990                            | Blekinge kustartilleriförsvar                     | |
| Fo 16      | Växjö försvarsområdeKronobergs försvarsområde        | 1942–19741990–1997                   | –Kronobergs regemente                             | Uppgick 1998 i Smålands försvarsområde |
| Fo 16/18   | Kronobergs försvarsområde samt Kalmar försvarsområde | 1974–1990                            | Kronobergs regemente                              | |
| Fo 17      | Jönköpings försvarsområdeSmålands försvarsområde     | 1942–19461974–19971998–2000          | –Norra Smålands regementeSmålands regemente       | |
| Fo 18      | Kalmar försvarsområde                                | 1942–19741990–19941994–1997          | –Kalmar regemente                                 | Uppgick 1974 i Kronobergs försvarsområde samt Kalmar försvarsområde. Uppgick 1998 i Smålands försvarsområde                                               |

## Fo 2–
| Beteckning | Namn                                                                                                | Aktiv                       | Försvarsområdesregemente      | Anmärkning |
| ---------- | --------------------------------------------------------------------------------------------------- | --------------------------- | ----------------------------- | --- |
| Fo 21      | Gävleborgs försvarsområde                                                                           | 1942–19661982–1997          | –Hälsinge regemente           | Beteckningsbyte 1966 till Fo 49 på grund av överflyttning till Mellersta militärområdet. Uppgick 1998 i Dalarnas och Gävleborgs försvarsområde |
| Fo 22      | Östersunds försvarsområdeJämtlands försvarsområde                                                   | 1942–19741974–1997          | –Jämtlands fältjägarregemente | –Uppgick 1998 i Västernorrlands och Jämtlands försvarsområde                                                                                   |
| Fo 23      | Härnösands försvarsområdeVästernorrlands försvarsområdeVästernorrlands och Jämtlands försvarsområde | 1942–19741974–19971998–2000 | –Västernorrlands regemente    | –Avvecklades och upplöstes 2000 |
| Fo 24      | Hemsö försvarsområde                                                                                | 1942–1957                   | –                             | Uppgick 1957 i Härnösands försvarsområde |
| Fo 25      | Sundsvalls försvarsområde                                                                           | 1947–1955                   | –                             | Upplöstes 1955 och fördelades geografiskt på Härnösands försvarsområde och Gävle försvarsområde                                                |

## Fo 3–
| Beteckning | Namn | Aktiv                                | Försvarsområdesregemente                                                            | Anmärkning                                     |
| ---------- | --- | ------------------------------------ | ----------------------------------------------------------------------------------- | ---------------------------------------------- |
| Fo 31      | Halmstads försvarsområdeHallands försvarsområde                                                                                           | 1942–19581958–19751975–2000          | –Hallands regemente                                                                 | Avvecklades och upplöstes 2000                 |
| Fo 32      | Göteborgs försvarsområdeGöteborgs och Bohus samt Hallands försvarsområdeGöteborgs och Bohus försvarsområdeVästra Götalands försvarsområde | 1942–19581958–19751975–19971998–2000 | –Göteborgs kustartilleriförsvarVästkustens militärkommandoVästkustens marinkommando | Avvecklades och upplöstes 2000                 |
| Fo 33      | Göteborgs skärgårds försvarsområde | 1942–1958                            | –                                                                                   | Uppgick 1958 i Göteborgs försvarsområde        |
| Fo 34      | Uddevalla försvarsområdeÄlvsborgs försvarsområde                                                                                          | 1942–19581958–19751975–1998          | –Älvsborgs regemente                                                                | Uppgick 1998 i Västra Götalands försvarsområde |
| Fo 35      | Skövde försvarsområdeSkaraborgs försvarsområde                                                                                            | 1942–19741974–1997                   | –Skaraborgs regemente                                                               | Uppgick 1998 i Västra Götalands försvarsområde |

## Fo4–
| Beteckning | Namn                                                                                               | Aktiv                                | Försvarsområdesregemente                   | Anmärkning                                                                                   |
| ---------- | -------------------------------------------------------------------------------------------------- | ------------------------------------ | ------------------------------------------ | -------------------------------------------------------------------------------------------- |
| Fo 41      | Linköpings försvarsområdeÖstergötlands försvarsområde                                              | 1942–19751975–1997                   | –Livgrenadjärregementet                    | Uppgick 1998 i Södermanlands och Östergötlands försvarsområde                                |
| Fo 42      | Norrköpings försvarsområde                                                                         | 1942–1953                            | –                                          | Uppgick 1953 i Linköpings försvarsområde                                                     |
| Fo 42      | Gotlands försvarsområde                                                                            | 1983–2000                            | Gotlands militärkommando                   |                                                                                              |
| Fo 43      | Strängnäs försvarsområdeSödermanlands försvarsområdeSödermanlands och Östergötlands försvarsområde | 1942–19731973–19971998–2000          | –Södermanlands regemente                   | Uppgick 1998 i Södermanlands och Östergötlands försvarsområde                                |
| Fo 44      | Stockholms försvarsområde                                                                          | 1942–19751975–19841984–2000          | –Livgardets dragonerSvea livgarde          |                                                                                              |
| Fo 45      | Norrtälje försvarsområde                                                                           | 1942–1946                            | –                                          | Fördelades 1947 på Stockholms försvarsområde och Uppsala försvarsområde                      |
| Fo 46      | Stockholms skärgårds försvarsområdeVaxholms försvarsområde                                         | 1942–19461947–1975                   | –                                          | Uppgick 1975 i Stockholms kustartilleriförsvar                                               |
| Fo 47      | Uppsala försvarsområdeUppsala och Västmanlands försvarsområde                                      | 1942–19741974–19971998–2000          | –Upplands regemente                        |                                                                                              |
| Fo 48      | Västerås försvarsområdeVästmanlands försvarsområde                                                 | 1942–19741974–19901990–19941994–1997 | –Upplands regemente–Västmanlands regemente | Uppgick 1998 i Uppsala och Västmanlands försvarsområde                                       |
| Fo 49      | Gävle försvarsområdeGävleborgs försvarsområde                                                      | 1966–19731973–1982                   | –Hälsinge regemente                        | Beteckningsbyte 1982 till Fo 21 på grund av överflyttning till Nedre Norrlands militärområde |

## Fo 5–
| Beteckning | Namn                                                                                | Aktiv                       | Försvarsområdesregemente    | Anmärkning |
| ---------- | ----------------------------------------------------------------------------------- | --------------------------- | --------------------------- | --- |
| Fo 51      | Örebro försvarsområde                                                               | 1942–19751975–2000          | –Livregementets grenadjärer | |
| Fo 52      | Karlstads försvarsområdeVärmlands försvarsområde                                    | 1942–19731973–2000          | –Värmlands regemente        | |
| Fo 53      | Falu försvarsområdeKopparbergs försvarsområdeDalarnas och Gävleborgs försvarsområde | 1942–19731973–19971998–2000 | –Dalregementet              | Beteckningsbyte 1966 till Fo 49 på grund av överflyttning till Mellersta militärområdet. Uppgick 1998 i Dalarnas och Gävleborgs försvarsområde |
| Fo 54      | Mora försvarsområde                                                                 | 1942–1953                   | –                           | Uppgick 1953 i Falu försvarsområde |

## Fo 6–
| Beteckning | Namn                                            | Aktiv                                | Försvarsområdesregemente    | Anmärkning |
| ---------- | ----------------------------------------------- | ------------------------------------ | --------------------------- | --- |
| Fo 61      | Umeå försvarsområdeVästerbottens försvarsområde | 1942–19731973–2000                   | –Västerbottens regemente    | Beteckningsbyte 1966 till Fo 49 på grund av överflyttning till Mellersta militärområdet. Uppgick 1998 i Dalarnas och Gävleborgs försvarsområde |
| Fo 62      | Storumans försvarsområde                        | 1942–1966                            | –                           | Uppgick 1966 i Umeå försvarsområde |
| Fo 63      | Bodens försvarsområdeNorrbottens försvarsområde | 1942–19751975–19941994–19971998–2000 | –Bodens artilleriregemente– | |
| Fo 64      | Luleå försvarsområde                            | 1942–1946                            | –                           | Uppgick 1947 i Bodens försvarsområde |
| Fo 65      | Jokkmokks försvarsområde                        | 1942–1975                            | –                           | Uppgick 1975 i Bodens försvarsområde |
| Fo 66      | Kiruna försvarsområde                           | 1942–19751975–1997                   | –Lapplands jägarregemente   | –Uppgick 1998 i Norrbottens försvarsområde |
| Fo 67      | Morjärvs försvarsområdeKalix försvarsområde     | 1942–19461947–1997                   | –                           | –Uppgick 1998 i Norrbottens försvarsområde |